# Hinter Selbsanft
Hinter Selbsanft – szczyt w Alp Glarneńskich, części Alp Zachodnich. Leży w Szwajcarii, w kantonie Glarus. Należy do podgrupy Alp Glarneńskich właściwych. Szczyt można zdobyć ze schroniska Kistenpasshütte (2625 m), Claridenhütte (2457 m) lub Fridolinshütten (2111 m). 